# Gummimotor

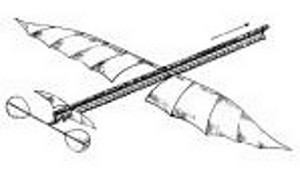
Gummimotor-Modellflugzeug Planophore von Alphonse Pénaud, Frankreich 1871

Ein Gummimotor ist ein simpler und leichter Drehantrieb samt mechanisch-elastischem Energiespeicher. Typisch wird er in einfachen Flächenflugzeug-Modellen zum zeitlich begrenzten Antrieb einer Luftschraube verwendet.

## Geschichte

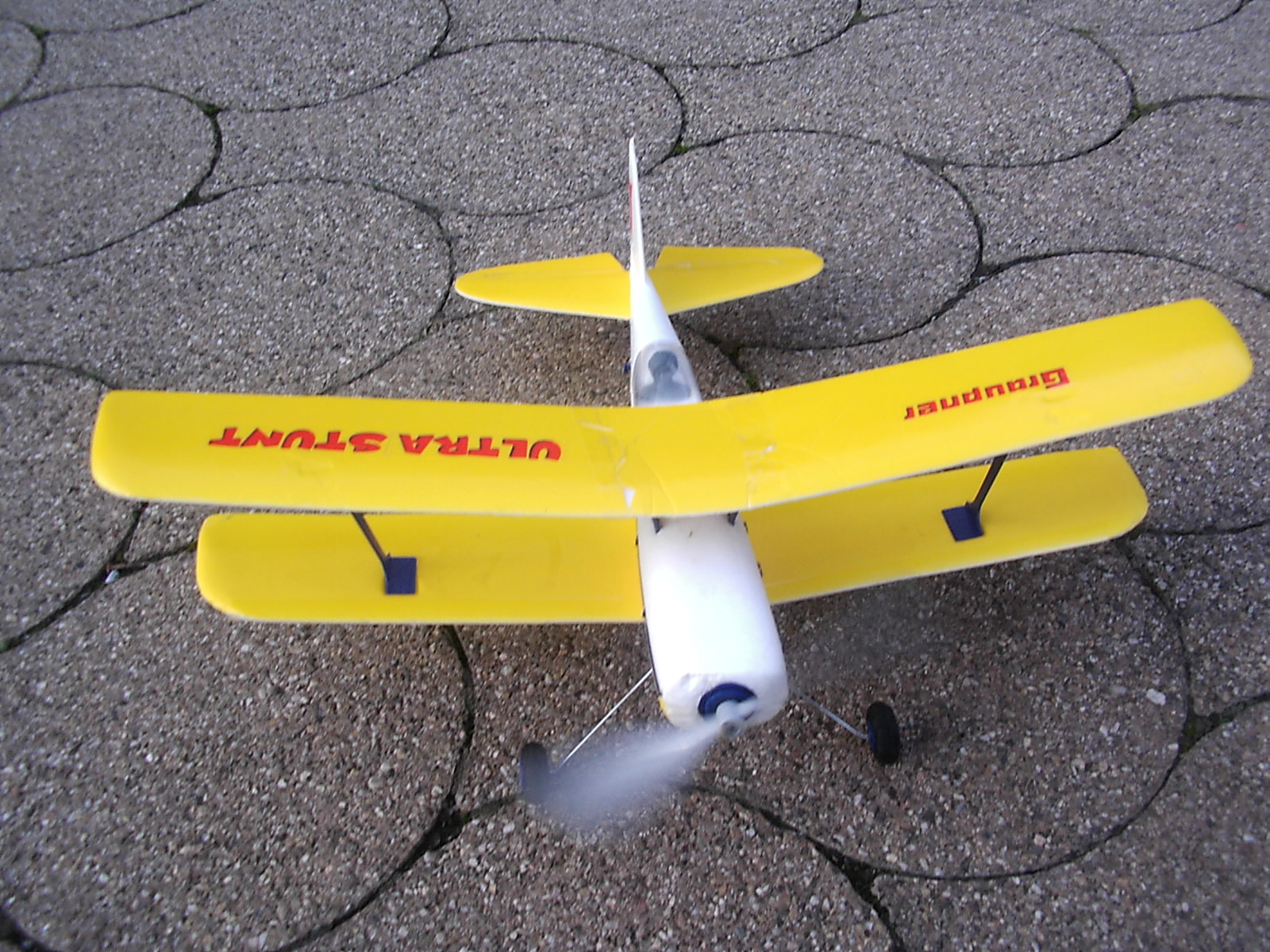
Graupner „Ultra Stunt“

Der Gummimotor wurde um 1870 vom französischen Techniker Alphonse Pénaud entwickelt.

## Aufbau und Funktion
- Ausgangsmaterial ist hochelastischer Gummi, der auf ein Vielfaches seiner Ausgangslänge dehnbar ist, am einfachsten in Form passend großer Ringe oder als Endlosmaterial von einer Spule, jeweils in Faden- oder Bandform.

- Montagebasis des langgestreckten Motors ist zumindest ein ausreichend biege- und torsionssteifer Längsstab mit einem fest montierten Haken an einem und einem längsaxial drehbaren am anderen Ende, der hier zugfest doch leichtdrehend gelagert ist und verdrehfest die Luftschraube trägt.

- Zwischen diesen zwei Haken werden unter einer geringen Zugkraft einzelne Gummiringe eingelegt oder aus Endlosmaterial ein eher geordnetes Wickelbündel gespannt.

- Die Konstruktion muss ein Vielfaches der Anfangszugkraft des Bündels aushalten.

- Mit dem Stab wird auch der feste Haken fixiert, während der drehbare Haken mit der Luftschraube in die Gegenrichtung der später gewünschten Drehrichtung „aufgezogen“ wird. Je nach gewünschter Laufdauer bis zu mehreren hundert Mal.

- Der Gummistrang wird dabei erkennbar verdrillt, ändert jedoch sein Volumen kaum. Während sich der Strang als Ganzes verdrillt, wird jedem einzelnen Faden ein längerer Weg aufgezwungen, er dehnt sich längs seiner Wicklungsform und wird zugleich entsprechend dünner, wodurch auch seine Zugkraft eher konstant bleibt.

- Wird der Motor besonders weit aufgezogen, tendiert das Bündel dazu, der aufgezwungenen Verdrehung durch einen Drall höherer Geometrie etwas auszuweichen. Vorher achsnah liegende Fäden, die lange Zeit weniger gespannt waren, werden dabei nach außen gedrängt. Dadurch bildet sich sichtbar eine neue Oberflächenstruktur am Bündel aus, durch die Ausbildung von Hohlräumen wird das Bündel auch etwas dicker. An diesen Erscheinungen und dem etwas stärker werdenden Drehmoment an der Schraube kann der „Füllgrad“ des Gummimotors eingeschätzt werden.

- Solange die freie Drehung der Luftschraube händisch oder durch einen Sperrhebel angehalten ist, bleibt der Motor aufgezogen.

- Durch Lösen der Sperre und Auslassen der Schraube dreht sich diese rasch gegen den Luftwiderstand und verleiht dem Modell Vortrieb, bis die Kraft des verdrillten Gummifadenbündels versiegt.

## Flugzeugklassen
Der Gummimotor wird häufig in Flugmodellen zum Antrieb der Luftschraube verwendet. Oft sind diese Flugmodelle einfaches Kinderspielzeug.
Es gibt jedoch auch sehr anspruchsvolle Modellflugzeuge in den internationalen Modellflugklassen F1G (Flugmodelle mit Gummimotor (Winterpokal)) und F1B (Wakefield). Hier werden spezielle Gummis eingesetzt, die normalerweise als Füllstoff von Golfbällen dienen. Insbesondere in der Modellflugklasse F1B werden sehr komplexe Propellerköpfe verwendet, die sogar eine drehmomentabhängige Blattverstellung ermöglichen. Deren Gummimotoren haben ein Gummigewicht von maximal 30 g und werden mit 400 bis 500 Umdrehungen aufgezogen.

## Thermikbremse
Damit ein kreisendes Segelflugmodell – mit oder ohne Gummimotor per Handwurf gestartet – weniger Gefahr läuft, bei guter Thermik zu entfliegen, kann eine sogenannte Thermikbremse verbaut werden, die ebenfalls auf einem gespannten Gummizug basiert.
Für hohe Flugdauer wird das – funkfernsteuerungsfreie – Modell auf Kreisflug und geringes Sinken oder weites Gleiten getrimmt, z. B. durch geeignete Ballastierung und Einstellen der Ruder und Steuerflächen.
Ein Gummizug wird so auf das Höhenleitwerk wirkend montiert, dass es dieses hinten stark bis zu einem festen Anschlag hochklappen kann, womit ein Vorwärtsflug gebremst und rasches Sinken ausgelöst wird. Verhindert wird das vorerst durch einen anderen Gummiring, der das Leitwerk nach unten in der Flugposition fixiert.
Als Zeitauslöser dient ein mit dem zweiten Gummiring verbundenes Stück hinten frei hinunterhängendes Stück Baumwollschnur (Docht, gewebt, mit konzentrierter Kalisalpeterlösung getränkt und getrocknet, ein pyrotechnischer Artikel), die, eventuell geschützt durch ein Röhrchen (snuffer tube) ziemlich unabhängig von Wind oder Anströmung während des Flugs mit einem typischen Fortschrittstempo verglimmt und zuletzt den gespannten Gummi 2 verschmort und zum Reißen bringt, wodurch der Gummizug 1 aktiviert wird.
Die Auslösung per Glimmschnur ist für 1967 dokumentiert. Glimmschnur mit 6 mm Durchmesser und Minuten-Graduierung ist auch heute erhältlich.
SIG empfiehlt, Glimmschnur in ein „snuffer tube“ einzubauen.
Um 1970 kam es zu einem Brand eines Getreidefelds, ausgelöst durch eine Glimmschnur, berichtet ein Deutscher.
Eine Glimmschnurvorrichtung hat nur etwa 1 Gramm Masse.